# Eburodacrys puella
Eburodacrys puella es una especie de escarabajo longicornio del género Eburodacrys, tribu Eburiini, subfamilia Cerambycinae. Fue descrita científicamente por Newman en 1840.

## Descripción
Mide 12,6-19,8 milímetros de longitud.

## Distribución
Se distribuye por Bolivia, Guayana Francesa y Surinam.